# (10577) Jihčesmuzeum
(10577) Jihčesmuzeum (1995 JC) – planetoida z pasa głównego asteroid okrążająca Słońce w ciągu 4,15 lat w średniej odległości 2,58 j.a. Odkryta 2 maja 1995 roku.